# Loi concernant les soins de fin de vie
Lire en ligne

texte officiel

La Loi concernant les soins de fin de vie, aussi connue sous le nom de Projet de loi 52 durant le processus législatif, est une loi québécoise adoptée le 5 juin 2014 ayant pour but, selon le texte du projet de loi, d’assurer aux personnes en fin de vie des soins respectueux de leur dignité et de reconnaître leur droit au respect de leurs volontés exprimées clairement et librement. La loi a été critiquée par des médecins réclamant que les soins palliatifs au Québec devraient être améliorés avant ou au lieu d'introduire l'« aide médicale à mourir ».

## Contenu
Globalement, ce projet de loi consiste en une approche intégrée concernant les soins de fin de vie, incluant ainsi les soins palliatifs. Toutefois, le point de ce projet de loi retenant l'attention est l'« aide médicale à mourir ».
En effet, ce projet de loi prévoit qu'une personne atteinte d'une maladie incurable et ayant des souffrances exceptionnelles peut demander l'aide médicale à mourir. Le projet de loi a réussi à rallier une majorité de députés à l'Assemblée nationale du Québec lors de son adoption.

## Adoption
Le Projet de loi 52 a été introduit en 2013 par la ministre responsable du dossier « Mourir dans la dignité », Véronique Hivon. L'élection générale de 2014 compromettant l'adoption finale du projet de loi, ce dernier est ramené au feuilleton par le ministre libéral de la Santé Gaétan Barrette. Ainsi, le Projet de loi 52 fait partie des rares projets de loi à avoir survécu à un changement de gouvernement. Le ministre Barrette nomme d'ailleurs Véronique Hivon coauteure du projet de loi, bien qu'elle soit redevenue députée de l'opposition officielle,.
Le  projet de loi a finalement été adopté le 5 juin 2014 avec 94 voix pour, 22 contre et 0 abstention.
Seuls des députés du Parti libéral du Québec se sont opposés à l'adoption de cette loi : Mme Thériault (Anjou—Louis-Riel), M. Paradis (Brome-Missisquoi), M. Hamad (Louis-Hébert), M. Dutil (Beauce-Sud), M. Moreau (Châteauguay), M. Poëti (Marguerite-Bourgeoys), M. D'Amour (Rivière-du-Loup—Témiscouata), M. Lessard (Lotbinière-Frontenac), M. Arcand (Mont-Royal), Mme Weil (Notre-Dame-de-Grâce), M. Billette (Huntingdon), Mme St-Pierre (Acadie), M. Morin (Côte-du-Sud), M. Ouellette (Chomedey), Mme Charlebois (Soulanges), Mme Ménard (Laporte), M. Sklavounos (Laurier-Dorion), M. Bernier (Montmorency), Mme Rotiroti (Jeanne-Mance—Viger), M. Merlini (La Prairie), Mme Nichols (Vaudreuil), M. Polo (Laval-des-Rapides).
La loi a fait l'objet d'un certain nombre de contestations judiciaires mais la Cour suprême du Canada a statué en 2015, dans une décision unanime, qu'il était inconstitutionnel d'avoir une prohibition totale de l'aide médicale à mourir,.

## Critiques
À l'époque de son adoption, le texte du projet de loi a été critiqué pour son utilisation d'« euphémismes » et d'un « vocabulaire maquillé » par le fait qu'il utilise par exemple « aide médicale à mourir » au lieu d'« euthanasie »,,. De son côté, le Collectif des médecins contre l'euthanasie dénonce l'adoption de cette loi en critiquant l'inclusion de l'« aide médicale à mourir » dans les « soins de fin de vie » puisque les « soins » ont pour but de soigner une personne, de la garder en vie et de soulager ses douleurs et non pas de la tuer, qui, selon le collectif de médecins, est un « homicide ». De plus, le collectif de médecins a également condamné le fait que la loi prévoit l'obtention d'un souhait de mort de la part des patients qui sont les plus vulnérables et qui ont la plus faible capacité de résistance pour ne pas abandonner ou se décourager. Les médecins du collectif dénoncent également les répercussions sur le personnel soignant qui sera payé pour tuer ; ce qui causera des dépressions. Ils dénoncent également l'adoption de cette loi introduisant l'« aide médicale à mourir » alors que seulement 30 % de la population québécoise est couverte par les soins palliatifs.
Le clergé catholique québécois, notamment le cardinal Gérald Cyprien Lacroix, archevêque de Québec et primat du Canada, l'archevêque Pierre-André Fournier, archevêque de Rimouski et président de l'Assemblée des évêques du Québec ainsi que l'archevêque Christian Lépine, archevêque de Montréal, s'est opposé à ce projet de loi et à cette loi en déclarant qu'il s'agit d'une atteinte à la dignité humaine,,,,,,.

## Projet de loi 11
En 2021, une commission spéciale a été créée afin d'évaluer les possibilités d'élargissement de l'aide médicale à mourir. Il s'agit alors d'une initiative transpartisane. Le 7 juin 2023, le projet de loi 11, qui élargit l'aide médicale à mourir, est adopté au Québec. Il est présenté par la ministre des Aînés du gouvernement de la Coalition avenir Québec, Sonia Bélanger.